# Víctor Diogo
Víctor Hugo Diogo Silva (Treinta y Tres, 9 de abril de 1958) é um ex-futebolista profissional uruguaio, que atuava como defensor.

## Carreira
Víctor Diogo fez parte do elenco da Seleção Uruguaia de Futebol da Copa do Mundo de 1986.

## Títulos
Club Atletico Peñarol
Campeão intercontinental: 1982
Seleção Uruguaia
- Mundialito: 1980
- Copa América: 1983